# Baraŭljany
Baraŭljany (belarusiska: Бараўляны) är en by i Belarus. Den ligger i voblasten Minsks voblast, i den centrala delen av landet, 13 kilometer nordost om huvudstaden Minsk. Baraŭljany ligger 234 meter över havet och antalet invånare är 5 000.

## Natur och klimat
Terrängen runt Baraŭljany är platt. Runt Baraŭljany är det ganska tätbefolkat, med 120 invånare per kvadratkilometer.. Närmaste större samhälle är Horad Mіnsk, 13,4 kilometer sydväst om Baraŭljany.
I omgivningarna runt Baraŭljany växer i huvudsak blandskog.